# Alina Stepanczuk
Alina Stepanczuk (ukr. Аліна Степанчук, ur. 1 października 1991 w Hajsynie) – ukraińska siatkarka, grająca na pozycji libero, reprezentantka kraju.

## Sukcesy
Liga Europejska:
- 2017[3]

Mistrzostwa Ukrainy:
- 2012[4], 2013[5], 2014[6], 2015[7], 2016[8], 2017[9]

Puchar Ukrainy:
- 2014[10], 2015[11], 2016[12], 2017[13]

Superpuchar Ukrainy:
- 2016[14]